# اتهامات السحر ضد الأطفال

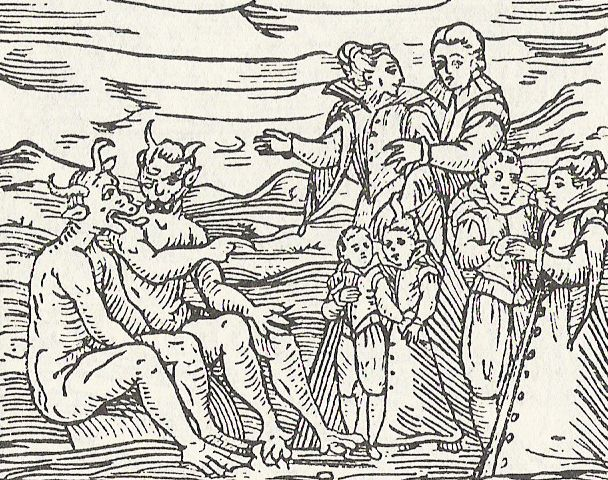

لقد اتُّهم الأطفال بممارسة السحر، تاريخياً وفي الأزمنة المعاصرة، في مجتمعات تؤوي المعتقدات حول وجود السحرة والسحر الأسود.

## تاريخ السحر للاطفال

### الباحثون عن السحرة والمتواطئين
في أوروبا في القرن السادس عشر، كان الأطفال الأكبر سناً يتألفون في بعض الأحيان من فئة خاصة من صيادي الساحرات، مما يجعلهم يتهمونهم بالسحر ضد البالغين. في 1525، والقاضي السفر في Navarrese مطاردة استخدمت اثنين «السحرة الفتاة» الذي كان يشعر سيكون قادرا على تحديد السحرة الأخرى. علق حوالي أربعين من «السحرة» بناء على شهادة الفتاتين.
في بعض الأحيان يتهم صيادو ساحرات الأطفال أفراد عائلاتهم بأنهم ساحرات. 
حدثت أكثر التجارب المشهورة الناجمة عن اتهامات الأطفال في سالم، ماساشوسيتس في عام 1692. كان يُنظر إلى الأطفال على أنهم يلعبون دورًا هامًا في إدانة الساحرين، نظرًا لقدرتهم على التعرف على الأشخاص بطريقة اندفاعية. غالباً ما كان الأطفال الذين قاموا بمثل هذه الادعاءات الكاذبة يوجهونهم إلى البالغين الذين كانت لديهم علاقات متوترة مثل المعلمين أو الجيران المتدينين.

#### الساحرات الأطفال
مع بداية القرن السابع عشر، كان العديد من الأطفال يعاقبون ويوضعون في السجن لمشاركتهم في السحر.  كان هناك اعتقاد شائع بأن أطفال السحرة قد ورثوا السحر من آبائهم. وكثيراً ما كانت ممارسة فرض رسوم على عائلة كاملة من السحر، حتى لو كان يشتبه واحد فقط. غالباً ما ادعى السحرة الذين اعترفوا بأنهم تعلموا السحر من أحد الوالدين.
بيير دى لانكري وفرانشيسكو ماريا غوازو يعتقد أنه كان دليلا كافيا بالذنب ساحرة إذا كان لديهم آباء والأمهات الذين كانوا السحرة. واعتقدوا أن الآباء الساحرات قد أدخلوا الأطفال إلى الشيطان، وأخذوا الأطفال إلى سباتس، وتزوجوا أطفالاً إلى الشياطين، أو ألهموا الأطفال لممارسة الجنس مع الشيطان (الشيطان) أو مارسوا الجنس مع الشيطان مع وجود الطفل. في كثير من الأحيان، يتهم الطفل المتهم بالسحر، بسبب تعرضه للتجنُّب، إلى تهديد أفراد المجتمع المحلي، وبالتالي فرض معتقداتهم بأن الطفل كان ساحراً.
هناك العديد من حالات السحر في أواخر القرن السابع عشر وأوائل القرن الثامن عشر والتي تضمنت الأطفال كسحرة. في السويد في عام 1669 تم إدراج عدد كبير من الأطفال في مطاردة الساحرات وفي فورتسبورغ كما في سالم في 1692، كان الأطفال محط اهتمامهم لمطاردة الساحرات. في أوغسبرغ، ابتداءً من عام 1723، أدى التحقيق في عشرين طفلاً تتراوح أعمارهم بين ستة وستة عشر عامًا إلى اعتقالهم بسبب السحر. واحتُجزوا لمدة عام في الحبس الانفرادي قبل نقلهم إلى المستشفى. تم تحرير الطفل الأخير في عام 1729.

أحد الأمثلة على سرد الطفل الساحر في ألمانيا هو فتاة تبلغ من العمر سبع سنوات تُدعى بريجيتا هورنر. في عام 1639، ادعت بريجيتا أنها ساحرة وأنها شاركت في ستاباتس السحرة حيث كان الشيطان موجودًا. زعم بريجيتا أنه قد تم تعميده باسم الشيطان بدلا من الله. كان الراعي الذي عمد بريجيتا متزوجًا من جدتها التي علمتها فنون السحر.

## الإيمان المعاصر بسحر الأطفال

### المملكة المتحدة
في المملكة المتحدة، أظهر بحث أجراه الدكتور ليو روكيبي أن مشكلة اتهامات الأطفال بممارسة السحر قد انتشرت من أفريقيا إلى البلدان ذات السكان الأفارقة المهاجرين. في بعض الحالات، أدى هذا إلى إساءة المعاملة والقتل. كان هذا واضحًا في قضية كريستي بامو الشهيرة في عام 2010. .

#### افريقيا
```
في نيجيريا، أدرج بعض قساوسة العنصر الأفارقة معتقدات السحر الأفريقية في علاماتهم التجارية المسيحية مما أدى إلى حملة عنف ضد الشباب النيجيري. يتعرض الأطفال والرضع الذين يصفون بالشر لسوء المعاملة والتخلي عنهم وحتى القتل. يبذل الدعاة المال من الخوف لتوفير خدمات طرد الأرواح الشريرة من آبائهم ومجتمعاتهم.
[
8
]
```

في أنغولا، يتهم كثير من الأطفال اليتامى بممارسة السحر والشياطين من قبل الأقارب من أجل تبرير عدم توفيرها لهم. يتم استخدام أساليب مختلفة: التجويع، الضرب، مواد غير معروفة يفرك في أعينهم أو يتم تقييده أو ربطه.
في الكونغو، تشير التقديرات إلى وجود 25000 طفل مشرد يعيشون في شوارع العاصمة. من هؤلاء، تم طرد 60 ٪ من منازلهم بسبب ادعاءات السحر. اتهامات السحر هو السبب الوحيد المبرر لرفض إيواء أحد أفراد العائلة، بغض النظر عن مدى العلاقة.

في غامبيا، تم حبس حوالي 1000 شخص متهمين بأنهم ساحرات في مراكز الاعتقال في مارس / آذار 2009. وقد أُجبروا على تناول جرعة مهلوسة خطرة، وفقاً لمنظمة العفو الدولية.
وفي ولايتي أكوا إيبوم وكاروس ريفر النيجيريتين، تم وصف حوالي 15000 طفل على أنهم ساحرات وينتهي معظمهم بالتخلي عنهم وإساءة معاملتهم في الشوارع. فيلم وثائقي بث على القناة 4 و BBC ، إنقاذ الأطفال الساحرين في أفريقيا، يظهر عمل غاري فوكسكروف و Stepping Stones نيجيريا في معالجة هذه الانتهاكات.
وفقا لبناء تجريبي قابل للنزاع، في سيراليون يميل الأطفال المريضة إلى الحصول على معدلات بقاء أفضل بسبب التخاطر: "من المحتمل أن يستمر تأثير تطهير الساحرات لسنوات، بمعنى أن الأمهات مهيئات لإرضاع أطفالهن بمزيد من الأمل والحقيقة. لذلك، فإن العديد من الأطفال الرضع، الذين كانوا قد أنقذوا، قبل وصول السحرة، إذا كان لدى الأمهات القلب والرغبة في التوقف عند أي شيء لزرع أطفالهن، سيبقون الآن على وجه التحديد لأنهم سيحصلون على أفضل اهتمام، وتعتقد الأمهات الآن أن الأطفال الباقين يخلو من السحر، لذا هناك انخفاض في معدل وفيات الرضع في السنوات التالية لحركة تطهير الساحرات مباشرة.
في حين أن الأزمة مقبولة بشكل عام كعامل في جمهورية الكونغو الديمقراطية ونيجيريا، إلا أن تأثيرها وعواقبها قيد المناقشة من قبل العلماء الأفارقة والأوروبيين. وفقا ل Riedel ، لا يظهر فيلمان رئيسيان من أفلام Nollywood يصوران الأطفال كسحرة أي ضغط اقتصادي ويلعب في بيئة من الطبقة المتوسطة.